# Trio Cars
Trio Cars war ein britischer Hersteller von Automobilen.

## Unternehmensgeschichte
Ken Hallett gründete 1993 das Unternehmen in Wareham in der Grafschaft Dorset. Er begann mit der Produktion von Bauplänen für den Eigenbau, Kits und Automobilen. Der Markenname lautete Trio. 2000 endete die Produktion. Insgesamt entstanden etwa fünf Fahrzeuge und weitere 25 Baupläne.

## Fahrzeuge
Das einzige Modell war ein Dreirad mit hinterem Einzelrad. Das Fahrgestell beinhaltete einen Hilfsrahmen vom Mini. Die offene zweisitzige Karosserie bestand überwiegend aus Holz, Aluminium und Vinyl, die Motorhaube und die vorderen Kotflügel aus Fiberglas. Viele Teile, darunter auch der Vierzylindermotor, kamen von Austin.